# Brough with St Giles
Pour les articles homonymes, voir Brough et St Giles.
Brough with St Giles est un village et une paroisse civile du Yorkshire du Nord, en Angleterre. La paroisse civile comprend également les localités de Catterick Bridge et Walkerville, l'hippodrome de Catterick (en) et le site de la ville romaine de Cataractonium (en).